# Organisation Badr
Les Brigades Badr, devenues ensuite l'Organisation Badr (arabe : منظمة بدر), est un mouvement politique et militaire islamiste chiite, actif pendant la guerre Iran-Irak, la guerre d'Irak, la guerre civile syrienne et la seconde guerre civile irakienne.

## Drapeaux

Logo de la branche politique de l'Organisation Badr.
Drapeau actuel de la branche militaire de l'Organisation Badr.

## Affiliations
L'Organisation Badr est fondée en 1982. De sa création à l'année 2009, elle fait partie du Conseil suprême de la révolution islamique en Irak. L'Organisation Badr se retire du Conseil suprême islamique irakien lorsque ce dernier tente de prendre ses distances avec l'Iran en adoptant une position nationaliste irakienne. En 2012, la Brigade Badr se transforme en parti politique tout en continuant à disposer d'une branche armée,.
Depuis 2003, elle est considérée comme une section du corps des gardiens de la révolution islamique (PASDARAN)et intègre la Force Al-Qods,.
Lors de la seconde guerre civile irakienne, elle est la plus puissante brigade des Hachd al-Chaabi, formées en Irak le 15 juin 2014.

## Idéologie
L'Organisation Badr adhère à l'idéologie de la république islamique d'Iran ; son but est d'instaurer en Irak un gouvernement islamique chiite fondé sur le Velayat-e faqih.

## Effectifs et commandement
Depuis 2009, le chef de l'organisation est Hadi al-Ameri, ministre irakien des transports de 2010 à 2014, puis chargé de la police et de l'armée dans la province de Diyala,. Mohammed al-Ghabbane, ministre irakien de l'Intérieur du 17 octobre 2014 au 5 juillet 2016, est également membre du Corps Badr. Lors de la seconde guerre civile irakienne, l'Organisation Badr est vraisemblablement la plus importante des milices chiites d'Irak,.
L'Organisation Badr compte 10 000 hommes en 2006 et 20 000 en 2014. En 2015, Renad Mansour, chercheur à la Fondation Carnegie pour la paix internationale, estime « avec précaution » le nombre des combattants du Badr à environ 50 000. En janvier 2020, Michael Knights, chercheur au Washington Institute for Near East Policy, estime pour sa part les effectifs du groupe à 20 000 hommes.

## Soutien
Dès sa création, la Brigade Badr est financée par l'Iran et ses troupes sont armées et entraînées par les Gardiens de la révolution islamique.

## Actions
L'Organisation Baddr prend part à la guerre Iran-Irak contre les forces de Saddam Hussein. Ses combattants sont alors recrutés parmi les exilés irakiens et les prisonniers, parfois enrôlés de force. Le groupe participe ensuite à l'insurrection irakienne de 1991, mais il se replie en Iran pour fuir la répression du régime de Saddam Hussein. Transformée en force clandestine, l'organisation mène des actions de guérilla dans le sud de l'Irak entre 1999 et 2001.
À partir de 2003, l'Organisation Badr prend part à la guerre d'Irak. En février et mars 2003, peu avant l'invasion de l'Irak par les États-Unis, les troupes de l'Organisation Badr se rassemblent à Souleimaniye, puis se répandent dans les provinces de Dilaya et Wasit. En septembre 2003, l'Organisation Badr annonce déposer les armes pour devenir une faction politique, notamment afin de se concilier les Américains. Mais les membres du Badr s'infiltrent dans la police après la nomination en 2005 de Bayane Baqer Soulagh au ministère de l'Intérieur, et commettent des assassinats et des actes de tortures et de séquestration contre des sunnites, et notamment contre d'anciens membres du régime de Saddam Hussein,. Plusieurs de ces assassinats auraient été commandités par l'Iran. À partir de 2009, le Badr entre également en conflit avec les sadristes, qui cherchent à prendre leurs distances avec l'Iran.
Lors de la seconde guerre civile irakienne, l'Organisation Badr est particulièrement puissante dans la province de Diyala, où elle supplante même le gouvernement et l'armée irakienne,,. Dans l'ensemble de l'Irak, elle est sur tous les fronts et participe à la bataille d'Al-Anbar, à la bataille de Samarra, au siège d'Amerli, à la bataille de Jourf al-Sakhr, à la bataille de Baïji, à la bataille de Mouqdadiyah, à la bataille de Tikrit, et à la reprise de Mossoul.
L'Organisation Badr intervient également dès 2012 aux côtés du régime syrien lors de la guerre civile syrienne,. Les premiers combattants envoyés en Syrie intègrent la Brigade Abou al-Fadl al-Abbas. En 2013, le Badr affirme avoir envoyé 1 500 combattants en Syrie,. Le groupe prend part à la défense de la mosquée de Sayyida Zeinab, à la bataille d'Alep, à l'offensive qui brise le siège de Nobl et Zahraa et à la deuxième bataille de Palmyre.

## Exactions
Selon Amnesty International, l'Organisation Badr serait impliquée dans le massacre de Barwana, commis le 26 janvier 2015 en Irak et au cours duquel des dizaines de civils sunnites avaient été fusillés.